# 浅見敏彦 (陸軍軍人)
浅見 敏彦（あさみ としひこ、旧字体：淺見敏󠄀彥、1891年（明治24年）11月16日 - 1973年（昭和48年）8月5日）は、大日本帝国陸軍軍人。最終階級は陸軍少将。

## 経歴
1890年（明治24年）に山口県で生まれた。陸軍士官学校第25期卒業。1938年（昭和13年）7月15日に陸軍歩兵大佐進級と同時に中支那派遣軍司令部附となり、日中戦争に出動。1939年（昭和14年）9月に第11軍司令部附となり、1940年（昭和15年）7月に歩兵第1連隊長（関東軍・第4軍・第1師団）に就任し、孫呉に駐屯した。
1942年（昭和17年）8月1日に陸軍少将に進級し、第24歩兵団長（第5軍・第24師団）に着任。東安に駐屯して守備に任じた。1944年（昭和19年）3月1日に留守第55師団兵務部長に転じ、11月2日に独立歩兵第1旅団長（北支那方面軍・第43軍）に就任。山東省莒県周辺の治安粛正に任じ、終戦を迎えた。
1947年（昭和22年）11月28日、公職追放仮指定を受けた。